# Коваль Федір Тихонович
Федір Тихонович Коваль (30 вересня 1907, село Опішня (або село Попівка) Полтавської губернії, тепер Зіньківського району Полтавської області — травень 1982, місто Київ) — український радянський партійний діяч, 2-й секретар Львівського обкому КПУ. Депутат Верховної Ради УРСР 3—6-го скликань. Член ЦК КПУ в 1952—1954 р. Кандидат у члени ЦК КПУ в 1954—1966 р.

## Біографія
Народився в родині селянина-бідняка. З десяти років працював наймитом у заможних селян, робітником Опішнянського радгоспу. Після смерті батьків виховувався у дитячому будинку. У 1923 році вступив до комсомолу.
У 1924 році закінчив Красноградський педагогічний технікум.
У 1924—1931 роках — вчитель; на комсомольській роботі в Донбасі (завідувач відділу, секретар Алчевського міського комітету ЛКСМУ).
Член ВКП(б) з 1931 року.
З 1931 року — секретар партійного комітету заводу в Донбасі, завідувач відділу пропаганди і агітації Ворошиловського (Алчевського) міського комітету КП(б)У, секретар Ворошиловського міського комітету КП(б)У Донецької області.
У 1938 — жовтні 1941 року — завідувач відділу пропаганди і агітації Сталінського міського комітету КП(б)У, секретар Сталінського міського комітету КП(б)У Сталінської області.
У 1939 році закінчив курси партійних працівників при ЦК КП(б)У. Одночасно заочно навчався у Промисловій академії в Москві.
У жовтні 1941—1946 роках — у Червоній армії. Учасник німецько-радянської війни. Служив начальником відділу пропаганди Політуправління Південного фронту, начальником відділення агітації та пропаганди — заступником начальника Політичного відділу 24-ї армії, начальником відділення агітації та пропаганди — заступником начальника Політичного відділу 58-ї армії.
У 1945 — вересні 1946 року — заступник начальника відділу агітації та пропаганди Політичного управління Прибалтійського та Одеського військових округів.
У 1946 — липні 1947 року — заступник завідувача відділу пропаганди і агітації Сталінського обласного комітету КП(б)У.
У липні 1947 — листопаді 1948 року — заступник начальника Управління із перевірки партійних органів ЦК КП(б)У; заступник начальника Управління кадрів ЦК КП(б)У.
У грудні 1948 — лютому 1951 року — заступник завідувача відділу партійних, профспілкових і комсомольських органів ЦК КП(б)У.
У лютому 1951 — лютому (офіційно 7 червня) 1952 року — секретар Львівського обласного комітету КП(б)У.
У лютому 1952 — січні 1958 року — 1-й секретар Львівського міського комітету КПУ Львівської області.
11 січня 1958 — 9 січня 1963 року — 2-й секретар Львівського обласного комітету КПУ.
Одночасно з червня 1958 року — член Військової ради 57-ї повітряної армії.
12 січня 1963 — 17 грудня 1964 року — голова виконавчого комітету Львівської промислової обласної ради депутатів трудящих.
У листопаді 1964—1974 роках — заступник міністра соціального забезпечення Української РСР.
З 1974 року — пенсіонер союзного значення, вчений секретар правління Українського товариства охорони пам'яток історії та культури. 
Помер у травні 1982 року в Києві.

## Звання
- майор
- підполковник

## Нагороди
- орден Червоного Прапора
- два ордени Трудового Червоного Прапора (23.01.1948, 1958)
- орден «Знак Пошани»
- орден Червоної Зірки (.02.1943)
- медаль «За оборону Кавказу»
- медалі
- Почесна грамота Президії Верховної Ради Української РСР